# Gilmar Olarte
Gilmar Antunes Olarte (Aquidauana, 30 de maio de 1970) é um empresário e pastor da Igreja Evangélica que serviu como 63.º prefeito de Campo Grande após o impeachment de Alcides Bernal , mas foi afastado do cargo após uma ordem judicial.

## Carreira política
Foi vereador por Campo Grande por duas vezes, assumindo como suplente. É um dos fundadores da Igreja Assembleia de Deus Nova Aliança.
Em fevereiro de 2015 foi expulso do PP, mantendo-se no partido por força de decisão judicial.

### Controvérsias
Era o vice-prefeito de Alcides Bernal na prefeitura de Campo Grande e assumiu a titularidade após processo de cassação contra o antecessor. No dia 25 de agosto de 2015 foi afastado do cargo de prefeito após cumprimento judicial pelo Gaeco. Gilmar e outros empresários foram acusados de pagar aos vereadores pela cassação de Alcides Bernal. Em maio de 2015, foi divulgado que o Grupo de Atuação Especial de Combate ao Crime Organizado de Mato Grosso do Sul (Gaeco-MS) estaria investigando-o por dar o chamado “golpe do cheque em branco” em eleitores campo-grandenses. Ele é suspeito de pegar cheques em branco de eleitores e trocar junto a agiotas com a promessa de beneficiar os titulares das lâminas com cargos públicos e contratos na administração.
Em 25 de agosto de 2015, a decisão foi novamente revertida pela decisão liminar da 1ª Câmara Cível do Tribunal de Justiça de Mato Grosso do Sul, o que cassou o mandato de Gilmar Olarte do cargo de prefeito de Campo Grande e reempossando Alcides Bernal. No dia 15 de agosto de 2016, foi preso pelo Gaeco na segunda fase da Operação ADNA, intitulada Pecúnia, renunciando ao cargo em 8 de setembro.